# 所羅門·格蘭迪
所羅門·格蘭迪（英語：Solomon Grundy）是一名出現於DC漫畫的虛構超級反派角色，偶尔也以反英雄的姿态出现。由Alfred Bester和Paul Reinman創作，角色首次登場於《All-American Comics》#61（1944年十月）。
他最初是作為漫畫的黃金時代中第一代綠燈俠艾倫·史考特的對手而登場，之後則輾轉成了超人與蝙蝠俠的對手。

## 名字由來
出自英國的《鵝媽媽童謠》中的其中一首童謠：
所羅門·格蘭迪，星期一誕生，星期二受洗，星期三娶妻，星期四染疾，星期五病急，星期六逝去，星期日下葬，這就是所羅門·格蘭迪的一生。

## 人物簡介
原名叫賽洛斯·哥德，1894年被謀殺，屍體被人沉進了高譚郊區的沼澤地裡。
沼澤地的樹木和腐敗物的堆積保存了他的屍體，四十年後他的屍體因為某種無法解釋的超自然原理而甦醒，變成了這種近乎刀槍不入的存在。

## 能力
格蘭迪具有超級力量與耐力，其力量甚至可以讓超人感覺到疼痛，而且因為本身是活著的屍體，所以他可以永久的活動而感覺不到疲憊。
其肉體具有自我恢復的能力，所以受到傷害後可以很快恢復。
常規武器與冷兵器對他的傷害都很小，甚至不會產生作用。
但是其生理機能還保有人類時的特性，所以麻醉劑之類的東西仍可對他產生效果。
最重要的是格蘭迪是一個「活著的屍體」，所以無法用任何手段將其殺死，而且在某種超自然力量的影響下，他的身體會永遠保持在現在的狀態下而無法被毀滅。

## 其他版本
- 《JLA/復仇者》：所羅門·格蘭迪作為克羅納旗下保衛其要塞的眾多反派之一，之後被索爾所擊敗。[1]
- 《閃點》：在閃點世界中所羅門·格蘭迪被小馬修·沙里弗邀請加入生物突擊隊。但格蘭迪卻背叛他並殺害他的家人。[2]之後透露格蘭迪其實一直為山姆·蓮恩將軍工作並造成了米蘭達家人的死亡。[3]

## 其他媒體

### 電視
- 《绿箭侠》
- 《萬惡高譚市》：由德魯·鮑威爾飾演，第一季一開始他被介紹為原創角色布奇·吉爾茲，是黑道大姐頭費雪·穆妮的左右手。他的出生名於第三季季終揭曉為賽洛斯·哥德，他因為未知理由將名字改為布奇。所羅門·格蘭迪將於第四季登場。
- 《逐星女》

### 動畫電影
- 《正義聯盟：時間困境》：為末日軍團的成員之一，由凱文·麥可·理查森配音。
- 《蝙蝠俠無限：怪獸來襲》：由弗瑞德·塔塔索瑞配音。
- 《蝙蝠俠無限：萬聖節驚魂》[4]
- 《正義聯盟大戰少年悍將》：為末日軍團的成員之一並被蝙蝠俠擊敗，由瑞克·D·沃塞曼配音。

### 電子遊戲
- 蝙蝠俠：阿卡漢
  - 《蝙蝠俠：阿卡漢城市》：由Fred Tatasciore配音，是其中的一個頭目角色。
  - 《蝙蝠俠：阿卡漢之城 禁閉》
  - 《蝙蝠俠：阿卡漢起源 黑門監獄》
  - 《蝙蝠俠：阿卡漢騎士》

#### 其他
- 《超級英雄：武力對決》：由Fred Tatasciore配音，為玩家可選擇角色之一。
- 《樂高蝙蝠俠3：飛越高譚市》

## 外部連結
- 漫画书数据库：Solomon Grundy
- Solomon Grundy at the DC Database Project
- Solomon Grundy at The Watchtower, a Justice League fan site
- Solomon Grundy （页面存档备份，存于） another Grundy bio
- A look at Grundy's debut （页面存档备份，存于） six decades ago in the DCU, complete with images